# 천령
천령(일본어: 天領 텐료우[*])은 에도 시대에 에도 막부의 직할지를 가리키는 속칭이다. 막부직할령(幕府直轄領), 도쿠가와 막부령(徳川幕府領), 도쿠가와 지배지(徳川支配地), 막부령(幕府領), 막령(幕領) 등 다양한 이름으로 불리지만 절대적인 역사 용어는 아니다. 막부직할령의 석고는 겐로쿠 시대 이후 전국에서 약 400만 석이었다.
막부직할령이 "천령"이라고 불리게 된 것은 메이지 시대이다. 대정봉환 이후 막부직할령이 신정부에 반환될 때 “천조의 어령(天朝の御領)”의 약어로 “천령”이라고 한 것이 시초다. 그 뒤 이 호칭이 시대를 소급해서 쓰이게 되었다. 즉, 에도 시대 당대에 사용된 호칭은 아니다. 에도 막부에서 직할령을 부른 정식 명칭은 어령(일본어: 御領 고료우[*])이며, 그 외에 막부 시대 법령에 나타나는 표현으로는 어료소(御料所), 대관소(代官所), 지배소(支配所)가 있다. 에도 시대의 지방서에는 다이묘령과 하타모토령을 사령(私領)이라고 부르는 것과 대조하여 공령(公領), 공의어료소(公儀御料所)라는 표현도 사용되었다.
막부직할령을 종래는 “천령”이라고 표기해 왔지만, 이것이 메이지 이후 시대에 만들어진 명칭이라는 점에서 최근에는 “막령”이라고 부르는 경향이 있고, 현재 역사교과서에서 표기 변경이 진행되고 있다.

## 막말의 천령
地方区分은 現代의 것. 人名은 代官을 맡은 하타모토.

### 홋카이 지방
모두 하코다테 부교의 「御預所」. 보신 전쟁（하코다테 전쟁）後의 율령국 및 군을 괄호内에 적는다.
- 東에조치（지시마국）
  - 센다이번警固地 - 에토로후 장소 샤나（샤나군）
- 東에조치（네무로국）
  - 센다이번警固地 - 네무로 장소 付島々（하나사키군(일본어판)의 島嶼部）
- 東에조치（구시로국）
  - 센다이번警固地 - 구시로 장소（아쇼로군, 시라누카군, 구시로군, 아칸군, 아바시리군 (구시로국)(일본어판), 가와카미군）
- 東에조치（히다카국）
  - 센다이번警固地 - 호로이즈미 장소（호로이즈미군）, 사마니 장소（사마니군）, 우라카와 장소（우라카와군）, 미쓰이시 장소（미쓰이시군(일본어판)）, 시즈나이 장소（시즈나이군(일본어판)）, 니캇푸 장소（니캇푸군）, 사루 장소（사루군）
- 東에조치（이부리국）
  - 센다이번警固地 - 유후쓰 장소（유후쓰군, 지토세군(일본어판)）
  - 난부번警固地（무로란진야(일본어판)） - 무로란 장소（무로란군(일본어판)西部）, 우스 장소（우스군）, 아부타 장소 フレナイ=후레나이（南西部以外의 아부타군）
- 와인치(일본어판)（이부리국）
  - 난부번警固地（오샤만베진야(일본어판)） - 야마코시나이 장소（야마코시군）
- 北에조치（가라후토 국）
  - 아키타번警固地（白主진야・구슌코탄(일본어판)진야, 만엔元年以降센다이・아이즈・쇼나이의 3번參加） - 가라후토 장소（노다군(일본어판), 마오카군, 혼토군, 루타카군, 오토마리군, 도요하라군(일본어판), 나가하마군(일본어판)의 나가하마촌과 内시레토코촌）, 가라후토直捌 장소（나가하마군外시레토코촌, 도무나이군(일본어판), 사카에하마군(일본어판), 모토토마리군）
  - 이시카리出張所 - 이시카리御直 장소（도마리오루군, 구슌나이군(일본어판)）
  - 오노번準領 - 우시로 장소(일본어판)（우시로군(일본어판), 나요시군, 北가라후토ホロコタン=호로코탄 까지）
  - 아와가쓰야마번(일본어판)・오바마번・구로바네번(일본어판)・가라스야마번(일본어판)・가사마번・가노번警固地（안세이年間以降, 静香川近辺에 警固의 拠点） - 가라후토直捌 장소（니이토이군(일본어판), 시스카군（아와 가쓰야마 번가 藩士나 領國民을 派遣, 漁場을 開設했다）, 지리에군(일본어판)）
- 西에조치（기타미국）
  - 아이즈번警固地 - 아바시리 장소（아바시리군）
  - 아키타번警固地（소야진야） - 소야 장소サンナイ=산나이（소야岬周辺의 柵内, 소야군의 一部）
- 西에조치（이시카리국）
  - 이시카리役所（쇼나이번警固） - 아쓰타 장소（아쓰타군(일본어판)）, 이시카리十三 장소（이시카리군, 삿포로군(일본어판), 유바리군, 가바토군, 소라치군, 우류군, 가미카와군）
- 와인치（시리베시국）
  - 이시카리役所（쇼나이번警固） - 오타루나이 장소（오타루군(일본어판)）, 다카시마 장소（다카시마군 (시리베시국)(일본어판)）, 오쇼로 장소（오쇼로군(일본어판)）, 요이치 장소（요이치군）, 후루비라 장소（후루비라군）, 비쿠니 장소（비쿠니군(일본어판)）, 샤코탄 장소（샤코탄군）
  - 쇼나이번警固地 - 후루우 장소（후루우군）, 이와나이 장소（이와나이군）, 이소야 장소（이소야군）, 우타스쓰 장소（우타스쓰군(일본어판)）
  - 쓰가루번警固地 - 세타나이 장소（세타나군）, 후토로 장소（후토로군(일본어판)）, 오쿠시리 장소（오쿠시리군）, 구도 장소（구도군）등
- 와인치（오시마국）
  - 쓰가루번警固地 - 西在（니시군의 오토베 촌以北）
  - 마쓰마에번警固地（해키리치진야(일본어판)） - 東在（가미이소군, 가메다군의 가메다 반도以西）
  - 난부번警固地（사와라진야(일본어판)） - 東在（가야베군（旧箱館六箇장소）, 가메다군東部）

### 도호쿠 지방
보신 전쟁（도호쿠 전쟁）後의 율령국을 괄호内에 적는다.
- 무쓰국（이와시로국）
  - 桑折 대관소 - 다테군62村, 시노부군(일본어판)43村
- 무쓰국（이와키국）
  - 塙 대관소 - 시라카와군 (白河郡)30村, 시라카와군 (白川郡)36村, 이시카와군49村, 다무라군15村
  - 小名浜 대관소 - 나라하군(일본어판)19村, 이와마에군(일본어판)38村
  - 桑折 대관소 - 우다군1村
- 데와국（우젠국）
  - 長岡 대관소 - 무라야마군(일본어판)113村

### 간토 지방
- 히타치국
  - 安藤伝蔵 - 이바라키군 (이바라키현)(일본어판)19村, 가시마군 (이바라키현)9村, 니하리군17村, 쓰쿠바군38村, 마카베군102村
  - 北条平次郎 - 이바라키군5村, 니하리군2村
  - 福田所左衛門 - 이바라키군1村, 니하리군2村, 시다군1村, 마카베군2村
  - 多田銃三郎 - 다가군10村
  - 小川達太郎 - 가시마군13村, 나메가타군 (히타치국)(일본어판)3村, 니하리군1村, 가와치군 (이바라키현)(일본어판)48村, 시다군16村
  - 大竹左馬太郎 - 가시마군1村, 나메가타군1村
  - 林金五郎 - 가시마군1村
  - 河津伊豆守 - 가와치군8村, 시다군1村
  - 真岡 대관소（山内源七郎） - 마카베군9村
- 고즈케국
  - 간토 자이카타 가카리(일본어판)（岩鼻진야） - 군마군64村, 세타군50村, 도네군17村, 우스이군36村, 아가쓰마군41村, 간라군85村, 사이군(일본어판)17村, 다고군(일본어판)25村, 미도노군(일본어판)44村, 나와군7村, 닛타군66村, 야마다군 (군마현)43村, 오라군50村
- 시모쓰케국
  - 真岡 대관소（山内源七郎） - 쓰가군(일본어판)54村, 아소군2村, 아시카가군3村, 가와치군46村, 하가군75村, 나스군59村, 시오야군13村
- 시모사국
  - 小笠原甫三郎 - 가쓰시카군29村, 소마군 (시모사국)17村
  - 佐々井半十郎 - 소마 군7村
  - 간토 자이카타 가카리（布佐진야） - 가쓰시카 군222村, 사시마군23村, 유키군27村, 도요타군 (시모사 국)(일본어판)31村, 오카다군(일본어판)31村, 치바군49村, 인바군99村, 하뉴군 (시모사국)(일본어판)27村, 가토리군125村, 소사군26村, 가이조군19村, 소마 군49村
- 가즈사국
  - 간토 자이카타 가카리（布佐진야） - 아마하군(일본어판)1村, 스에군(일본어판)31村, 모우다군(일본어판)24村, 이치하라군27村, 이스미군11村, 하뉴군 (가즈사국)(일본어판)2村, 나가라군(일본어판)31村, 야마베군 (지바현)(일본어판)51村, 武射郡42村
- 아와국
  - 간토 자이카타 가카리（布佐진야） - 나가사군(일본어판)1村, 아사이군(일본어판)19村, 헤이군10村, 아와군32村
- 무사시국
  - 松村忠四郎 - 도시마군52村, 에바라군72村, 아다치군7村, 다마군83村, 구라키군11村, 다치바나군78村, 쓰즈키군38村, 사이타마군14村, 히키군14村, 고마군55村, 이루마군67村, 오사토군4村, 니이쿠라군19村, 하라군3村
  - 佐々井半十郎 - 도시마 군14村, 아다치군114村, 가쓰시카군202村, 사이타마 군38村
  - 大竹左馬太郎 - 도시마 군17村, 아다치군176村, 가쓰시카 군6村, 사이타마 군90村
  - 大河内金兵衛 - 아다치군1村
  - 福田所左衛門 - 아다치군2村, 사이타마 군1村, 오사토군2村
  - 小笠原甫三郎 - 가쓰시카 군70村, 사이타마 군11村
  - 니라야마 대관소（江川太郎左衛門） - 다마 군159村, 구라키 군5村, 히키군4村, 이루마군3村, 한자와군1村, 요코미군1村
  - 古賀一平 - 다치바나 군2村, 쓰즈키군1村
  - 荒井清兵衛 - 사이타마 군1村
  - 平岡忠次郎 - 사이타마 군1村
  - 木村飛騨守 - 사이타마 군21村, 히키군15村, 오부스마군25村, 이루마군5村, 한자와 군23村, 고다마군5村, 지치부군23村, 나카군 (사이타마현)2村, 요코미 군12村, 오사토군2村, 가미군8村, 하라 군9村
  - 大岡忠四郎 - 한자와 군1村
  - 中山誠一郎 - 한자와 군1村
  - 伊奈半左衛門 - 한자와 군1村, 고다마군2村
  - 川田玄蕃 - 고다마군1村
  - 大音竜太郎 - 가미군]1村
  - 가나가와 부교 - 구라키 군1村
  - 가나가와 부교소 - 구라키 군11村, 다치바나 군13村
- 사가미국
  - 니라야마 대관소（江川太郎左衛門） - 미우라군65村, 가마쿠라군43村, 다카쿠라군37村, 오스미군3村, 아유카와군(일본어판)3村, 쓰쿠이군15村
  - 松村忠四郎 - 가마쿠라 군4村
  - 우라가 부교預所 - 미우라군10村, 가마쿠라 군1村

### 호쿠리쿠·고신 지방
- 에치고국
  - 川浦 대관소 - 구비키군(일본어판)79村
  - 出雲崎 대관소 - 구비키 군135村, 우오누마 군(일본어판)106村, 산토군36村
  - 脇野町 대관소 - 우오누마 군11村, 산토군6村
  - 水原 대관소 - 간바라 군(일본어판)299村, 이와후네군3村, 산토군2村
  - 요네자와번預所 - 이와후네군91村
  - 아이즈번預所 - 우오누마 군81村
  - 다카다번預所 - 구비키 군234村
  - 시바타번預所 - 간바라 군65村
  - 미쓰카이치번預所 - 간바라 군1村
  - 구와나번預所 - 고시군17村, 우오누마 군20村, 가리와군31村, 간바라 군144村
- 사도국
  - 사도 부교 - 가모군 (니가타현)(일본어판)100村, 하모치군(일본어판)61村, 사와타군(일본어판)100村
- 노토국
  - 가가번預所 - 하쿠이군15村, 가시마군23村, 후게시군(일본어판)22村, 스즈군(일본어판)1村
- 가가국
  - 飛騨郡代 - 노미군18村（白山麓18箇村）
- 에치젠국
  - 飛騨郡代（本保 대관소） - 뉴군62村, 오노군 (후쿠이현)(일본어판)22村, 사카이군(일본어판)5村
  - 후쿠이번預所 - 난조군13村, 이마다테군40村, 뉴군14村, 오노 군13村, 사카이 군84村
  - 사바에번(일본어판)預所 - 이마다테군1村
  - 가쓰야마번預所 - 오노 군4村
- 가이국
  - 甲府 대관소 - 야마나시군(일본어판)72村, 고마군150村
  - 市川 대관소 - 야마나시 군10村, 야쓰시로군 (가이국)(일본어판)90村, 고마 군165村
  - 石和 대관소 - 야마나시 군26村, 야쓰시로 군52村, 쓰루군(일본어판)107村
- 시나노국
  - 中野代官所 - 미노치군(일본어판)31村, 타카이군(일본어판)106村
  - 中之条代官所 - 하니시나군14村, 사라시나군(일본어판)1村, 지사가타군12村, 사쿠군(일본어판)24村
  - 御影代官所 - 사쿠 군85村
  - 飯島代官所 - 치쿠마군(일본어판)6村, 이나군(일본어판)41村
  - 마쓰모토번(일본어판)預所 - 치쿠마 군104村, 이나 군46村
  - 마쓰시로번預所 - 미노치 군46村, 타카이 군12村
  - 이와무라다번預所 - 사쿠 군1村
  - 千村平右衛門預所 - 이나 군11村

### 주부 지방
- 이즈국
  - 니라야마 대관소 - 기미사와군(일본어판)12村, 다카타 군15村, 가모군31村
- 스루가국
  - 駿府 대관소 - 슨토군16村, 후지군27村, 이하라군37村, 우도군(일본어판)49村, 아베 군(일본어판)115村, 시다군 (시즈오카현)37村, 마시즈군(일본어판)3村
- 도토미국
  - 中泉 대관소 - 하이바라군41村, 기토군(일본어판)6村, 사야군(일본어판)7村, 스치 군35村, 이와타군1村, 야마나군(일본어판)23村, 도요다군 (도토미국)(일본어판)127村, 나가카미군(일본어판)20村, 후치군(일본어판)11村, 아라타마군(일본어판)1村, 하마나 군2村
- 미카와국
  - 中泉 대관소 - 헤키카이군4村, 누카타군21村, 가모군 (미카와국)(일본어판)16村, 시타라군(일본어판)96村, 호이군12村, 아쓰미군15村, 야나군(일본어판)16村
- 히다국
  - 飛騨郡代 - 마시타군(일본어판)101村, 오노군136村, 요시키군179村
  - 오가키번預所 - 오노 군6村
- 미노국
  - 美濃郡代 - 아쓰미군1村, 가카미군(일본어판)12村, 하구리군14村, 나카시마군 (기후현)(일본어판)13村, 가이사이군 (기후현)(일본어판)11村, 이시즈군(일본어판)17村, 다기군(일본어판)14村, 안파치군14村, 모토스군2村, 무시로다군 (기후현)(일본어판)1村, 가타가타군(일본어판)13村, 야마가타 군 (기후현)(일본어판)43村, 무기군(일본어판)10村, 구조군(일본어판)18村, 가모 군35村, 가니군27村, 군17村, 에나군(일본어판)3村
  - 오가키번預所 - 아쓰미 군12村, 이시즈 군5村, 다기 군11村, 후와군20村, 안파치 군16村, 이케다군(일본어판)1村, 모토스 군23村, 무시로다 군1村, 가타가타 군6村

### 긴키 지방
- 이세국
  - 美濃郡代 - 구와나군44村
  - 四日市代官所 - 미에군25村
  - 야마다 부교 - 와타라이군14村
- 야마토국
  - 五条 대관소 - 가쓰조군(일본어판)29村, 우치군35村, 우다군35村, 요시노군226村
  - 나라 부교 - 소에카미 군25村, 헤구리군(일본어판)43村, 가쓰조군28村, 가쓰게군(일본어판)27村, 시키가미군(일본어판)20村, 시키게군(일본어판)23村, 오시미군(일본어판)8村, 우다 군74村, 다카이치군17村, 도이치군(일본어판)19村, 야마베군28村
- 오미국
  - 大津 대관소・信楽 대관소 - 시가군(일본어판)56村, 구리타군(일본어판)]33村, 야스군45村, 고카군(일본어판)31村, 가모군91村, 간자키군 (시가현)(일본어판)59村, 에치군38村, 사카타군(일본어판)12村, 아자이군(일본어판)48村, 이카 군26村, 다카시마군 (시가현)(일본어판)30村
  - 히코네번預所 - 가모 군7村, 간자키 군1村, 에치 군21村, 사카타 군5村, 아자이 군24村, 이카 군13村
- 야마시로국
  - 小堀数馬 - 오타기군(일본어판)11村, 가도군(일본어판)15村, 오토쿠니군16村, 기이 군11村, 우지군(일본어판)7村, 구세군7村, 쓰즈키군3村, 소라쿠군11村
  - 角倉伊織 - 오타기 군10村
  - 후시미 부교 - 기이 군9村
  - 多羅尾織之助 - 구세군1村, 쓰즈키군1村
- 셋쓰국
  - 오사카 마치부교 - 히가시나리군34村, 니시나리군117村, 스미요시군(일본어판)17村, 데시마군 (오사카부)(일본어판)37村, 야타베군(일본어판)39村, 우하라군(일본어판)24村, 무코군(일본어판)10村, 가와베군93村, 아리마군(일본어판)9村
  - 다카쓰키번(일본어판)]預所 - 시마시모군(일본어판)14村, 시마카미군(일본어판)17村, 노세군18村
- 가와치국
  - 小堀数馬 - 니시고리군(일본어판)4村, 이시카와군 (오사카부)(일본어판)1村, 가와치군 (오사카부)(일본어판)8村, 사사라군(일본어판)]8村, 와카에군(일본어판)17村
  - 内海多次郎 - 이시카와 군5村, 후루이치군(일본어판)2村, 사사라 군1村, 단난군(일본어판)10村, 단보쿠군(일본어판)1村
  - 木村惣左衛門 - 이시카와 군10村
  - 石原清一郎 - 이시카와 군1村
  - 多羅尾民部 - 후루이치 군1村, 아스가베군(일본어판)1村, 사사라 군1村, 맛타군(일본어판)16村, 가타노군(일본어판)1村, 와카에 군3村, 시부카와군(일본어판)7村, 시키군 (오사카부)(일본어판)1村, 단난 군7村, 단보쿠 군2村
  - 多羅尾織之助 - 오가타군(일본어판)2村, 사사라 군1村, 맛타 군21村, 와카에 군8村, 시부카와 군7村, 시키 군1村
  - 多羅尾久右衛門 - 사사라 군2村, 맛타 군6村, 가타노 군1村, 시부카와 군1村, 단보쿠 군4村
  - 斎藤六蔵 - 맛타 군4村
  - 多羅尾主税 - 사사라 군16村, 맛타 군11村, 단보쿠 군3村
  - 石原清左衛門 - 맛타 군1村
  - 山崎彦九郎 - 와카에 군1村
  - 우쓰노미야번(일본어판)預所 - 시키 군1村, 단보쿠 군3村
  - 다카쓰키 번預所 - 맛타 군6村
- 이즈미국
  - 오사카 마치부교 - 오도리군(일본어판)1村, 미나미군(일본어판)1村
  - 内海多次郎 - 오도리 군|17村, 미나미 군3村
  - 屋代増之助 - 오도리 군|1村, 미나미 군3村
  - 木村周蔵 - 오도리 군|1村
  - 増田作右衛門 - 오도리 군|3村
  - 松永善之助 - 이즈미군 (이즈미국)(일본어판)1村
  - 기시와다번預所 - 오도리 군|1村, 미나미 군4村, 히네군(일본어판)5村
- 단바국
  - 小堀数馬 - 후나이군6村, 히카미군(일본어판)7村
  - 柴田七九郎 - 히카미 군3村
- 단고국
  - 久美浜代官所 - 구마노군(일본어판)53村, 나카군 (교토부)(일본어판)10村, 다케노군 (교토부)(일본어판)48村, 요사군10村, 가사군4村
- 다지마국
- 하리마국
  - 오사카 마치부교 - 미노군28村, 인나미군(일본어판)1村, 가토군 (효고현)31村, 다카군61村, 가사이군 (하리마국)(일본어판)42村, 진토군(일본어판)2村, 시키사이군(일본어판)1村, 잇사이군(일본어판)1村, 시소군(일본어판)42村
  - 다쓰노번預所 - 잇토군(일본어판)(9村, 아코군24村, 사요군17村

### 주고쿠 지방
- 미마사카국
  - 倉敷代官所 - 도호쿠조군(일본어판)8村, 쇼보쿠군(일본어판)13村, 사이호쿠조군(일본어판)9村
  - 生野代官所 - 요시노군 (오카야마현)(일본어판)19村, 쇼보쿠 군41村
  - 龍野藩預所 - 쇼보쿠 군3村, 쇼난군(일본어판)31村, 구메호쿠조군(일본어판)22村, 구메난조군(일본어판)29村
  - 쓰야마번預所 - 도호쿠조 군7村, 오니와군(일본어판)27村, 사이사이조군(일본어판)32村
- 빗추국
  - 倉敷 대관소 - 쓰우군(일본어판)15村, 구보야군(일본어판)7村, 오다군21村, 아카군(일본어판)19村, 시쓰키군(일본어판)1村, 아사쿠치군10村, 가야군(일본어판)12村, 뎃타군(일본어판)11村, 구보야군 (오카야마현)(일본어판)6村
  - 大森代官所 - 시쓰키 군2村, 가와카미 군13村
- 빈고국
  - 倉敷 대관소 - 고누군(일본어판)12村, 진세키군1村
- 이와미국
  - 大森 대관소 - 아노군 (이와미국)(일본어판)30村, 니마군(일본어판)46村, 나카군 (시마네현)(일본어판)14村, 오치 군54村, 미노군1村, 가노아시군5村
- 오키국
  - 마쓰에번預所 - 아마군 (오키국)(일본어판)8村, 지부군(일본어판)5村, 오치군 (오키국)(일본어판)16村, 스키군(일본어판)32村

### 시코쿠 지방
- 사누키국
  - 倉敷 대관소 - 나카군 (사누키국)(일본어판)5村, 쇼즈군3村, 直島, 男木島, 女木島
- 이요국
  - 고치 번預所 - 우마군(일본어판)23村, {{임시링크|니이군|ja|新居郡}6村, 구와무라군(일본어판)4村, 오치 군8村, 가자하야군(일본어판)3村

### 규슈 지방
- 부젠국
  - 西国筋郡代（四日市 대관소） - 우사군(일본어판)65村（기쿠군110村의 変遷.고쿠라번 → 조슈번 → 政府直轄地 → 히타현(일본어판)）
- 분고국
  - 西国筋郡代 - 구스군33村, 히타군(일본어판)56村
  - 구마모토번預所 - 구니사키군(일본어판)14村, 하야미군36村, 오이타군(일본어판)9村, 나오이리군(일본어판)12村
  - 사이키번預所 - 아마베군 (분고국)(일본어판)10村
- 지쿠고국
  - 야나가와번預所 - 미이케 군12村（히타 현 → 나가사키현に編入）
- 히젠국
  - 나가사키 부교- 마쓰라군5村, 소노키군(일본어판)6村, 다카키군(일본어판)5村
- 히고국
  - 西国筋郡代 - 야쓰시로군5村
  - 西国筋郡代（天草 대관소） - 아마쿠사군89村
- 휴가국
  - 西国筋郡代（富高 대관소） - 우스키군5村, 나카군 (휴가국)(일본어판)15村, 고유군24村, 미야자키군2村, 모로카타군(일본어판)4村
  - 오비번預所 - 미야자키 군2村, 나카군 (휴가국)(일본어판)(기타나카군(일본어판)7村, 미나미나카군5村)

## 같이 보기
- 간토 어료(일본어판)
- 어료소(일본어판)
- 구라이리치(일본어판)
- 아주카리치(일본어판)
- 온고쿠부교
- 다이칸쇼(일본어판)
- 진야